# 110° westerlengte
110° westerlengte (ten opzichte van de nulmeridiaan) is een meridiaan of lengtegraad, onderdeel van een geografische positieaanduiding in bolcoördinaten. De lijn loopt vanaf de Noordpool naar de Noordelijke IJszee, Noord-Amerika, de Grote Oceaan, de Zuidelijke Oceaan en Antarctica en zo naar de Zuidpool.
In Canada wordt de grens op de noordelijke eilanden ten noorden van 70° noorderbreedte tussen Northwest Territories en Nunavut gevormd door 110° westerlengte.
De meridiaan op 110° westerlengte vormt een grootcirkel met de meridiaan op 70° oosterlengte. De meridiaanlijn beginnend bij de Noordpool en eindigend bij de Zuidpool gaat door de volgende landen, gebieden of zeeën. 
| Land, gebied of zee | Nauwkeurigere gegevens                                                                        |
| ------------------- | --------------------------------------------------------------------------------------------- |
| Noordelijke IJszee  |                                                                                               |
| Canada              | grens tussen Northwest Territories en Nunavut - Bordeneiland                                  |
| Wilkinsstraat       |                                                                                               |
| Canada              | grens tussen Northwest Territories en Nunavut - Mackenzie Kingeiland, Melville-eiland         |
| Parrykanaal         |                                                                                               |
| Canada              | grens tussen Northwest Territories en Nunavut - Victoria-eiland                               |
| Coronationgolf      |                                                                                               |
| Canada              | Nunavut, Northwest Territories (dwarst Great Slave Lake), Saskatchewan (dwarst Athabascameer) |
| Verenigde Staten    | Montana, Wyoming, Utah, Arizona                                                               |
| Mexico              | Sonora                                                                                        |
| Golf van Californië |                                                                                               |
| Mexico              | Baja California Sur                                                                           |
| Grote Oceaan        |                                                                                               |
| Zuidelijke Oceaan   |                                                                                               |
| Antarctica          | Niet-toegeëigend gebied in Antarctica                                                         |